# Saison 11 de The Big Bang Theory
Chronologie
Saison 10 Saison 12
La onzième saison de The Big Bang Theory, série télévisée américaine, est constituée de vingt-quatre épisodes diffusés entre le 25 septembre 2017 et le 10 mai 2018 sur CBS, aux États-Unis.

## Synopsis
Leonard Hofstadter et Sheldon Cooper vivent en colocation à Pasadena, une ville de l'agglomération de Los Angeles. Ce sont tous deux des physiciens surdoués, « geeks » de surcroît. C'est d'ailleurs autour de cela qu'est axée la majeure partie comique de la série. Ils partagent quasiment tout leur temps libre avec leurs deux amis Howard Wolowitz et Rajesh Koothrappali pour, par exemple, jouer à Halo, organiser un marathon de films Superman, jouer au Boggle klingon ou discuter de théories scientifiques. Leur univers routinier est alors perturbé lorsqu'une jolie jeune femme, Penny, s'installe dans l'appartement d’en face. Leonard qui a immédiatement des vues sur elle va tout faire pour la séduire. Elle va alors s'intégrer au groupe et découvrir leur univers dont elle ne connaît rien…

## Distribution

### Acteurs principaux
- Johnny Galecki (VF : Fabrice Josso) : Leonard Hofstadter
- Jim Parsons (VF : Fabrice Fara) : Sheldon Cooper
- Kaley Cuoco (VF : Laura Préjean) : Penny
- Simon Helberg (VF : Yoann Sover) : Howard Wolowitz
- Kunal Nayyar (VF : Jérôme Berthoud) : Rajesh « Raj » Koothrappali
- Mayim Bialik (VF : Vanina Pradier) : Amy Farrah Fowler
- Melissa Rauch (VF : Sophie Froissard) : Bernadette Maryann Rostenkowski
- Kevin Sussman (VF : Gérard Malabat) : Stuart Bloom

### Acteurs récurrents
- Dean Norris (VF : Jean-François Aupied) : le colonel Williams (épisode 8)
- Laurie Metcalf (VF : Véronique Augereau) : Mary Cooper (épisodes 1 et 13 - récurrente depuis la saison 2)
- Christine Baranski (VF : Josiane Pinson) : Beverly Hofstadter, la mère de Leonard (épisodes 4 et 15 - récurrente depuis la saison 2)
- John Ross Bowie (VF : Christophe Lemoine) : Barry Kripke (épisodes 8 et 17 - récurrent depuis la saison 2)
- Brian Posehn (VF : Jean-Jacques Nervest) : Dr Bertram « Bert » Kibbler, géologue à l'université
- Wil Wheaton (VF : Tanguy Goasdoué) : lui-même[3]
- Swati Kapila (VF : Noémie Orphelin) : Ruchi, collègue de Bernadette (épisodes 3, 7 et 8)
- Lauren Lapkus (VF : Maïa Liaudois) : Denise

### Invités
- Riki Lindhome : Dr Ramona Nowitzki (épisode 1)
- Stephen Hawking (physicien) : lui-même (épisode 1)
- Ira Flatow (journaliste scientifique et animateur radio) : lui-même (épisode 2)
- Regina King : Janine Davis (épisode 2)
- Bob Newhart : Arthur Jeffries, alias le « professeur Proton »[3]
- Walton Goggins (VF : Mathias Kozlowski) : Oliver[4] (épisode 14)
- Beth Behrs : Nell[4] (épisode 14)
- Bill Gates : lui-même[5] (épisode 18)
- Jerry O'Connell (VF : Thierry Wermuth) : George "Georgie" Cooper Jr. (épisodes 23 et 24)
- Courtney Henggeler : Missy Cooper (épisode 24)
- Mark Hamill : lui-même (épisode 24)
- Kathy Bates : Mme Fowler (épisode 24).

## Production

### Développement
Le 20 mars 2017, la série a été renouvelée pour une onzième et douzième saison.

### Diffusions
Aux États-Unis, la série est diffusée depuis lundi le 25 septembre 2017 sur CBS, puis retournera dans sa case habituelle du jeudi à partir du 2 novembre 2017.
Au Canada, elle est diffusée en simultané sur le réseau CTV.
En France, elle est diffusée en version originale sous-titrée à partir du 2 octobre 2017 sur Canal+ Séries, une semaine après la diffusion aux États-Unis et Canada.

## Liste des épisodes

### Épisode 1:La Proposition relative
- États-Unis /  Canada : 25 septembre 2017 sur CBS[7] / CTV
- France : 2 octobre 2017 sur Canal+ Séries[8] (en VOSTFr)
  - 25 juillet 2018 sur Canal+ (en VF)

- États-Unis : 17,65 millions de téléspectateurs[9] (première diffusion)
- Canada : 3,85 millions de téléspectateurs[10] (première diffusion + différé 7 jours)

- Stephen Hawking (lui-même)

### Épisode 2:Le Principe de rétraction-réaction
- États-Unis /  Canada : 2 octobre 2017 sur CBS / CTV
- France : 9 octobre 2017 sur Canal+ Séries (en VOSTFr)
  - 26 juillet 2018 sur Canal+ (en VF)

- États-Unis : 14,06 millions de téléspectateurs[11] (première diffusion)
- Canada : 3,11 millions de téléspectateurs[12] (première diffusion + différé 7 jours)

- Ira Flatow (lui-même)

### Épisode 3:L'Intégration de la relaxation
- États-Unis /  Canada : 9 octobre 2017 sur CBS / CTV
- France : 16 octobre 2017 sur Canal+ Séries (en VOSTFr)
  - 27 juillet 2018 sur Canal+ (en VF)

- États-Unis : 13,13 millions de téléspectateurs[13] (première diffusion)
- Canada : 2,96 millions de téléspectateurs[14] (première diffusion + différé 7 jours)

### Épisode 4:Explosion en plein Wolowitz
- États-Unis /  Canada : 16 octobre 2017 sur CBS / CTV
- France : 23 octobre 2017 sur Canal+ Séries (en VOSTFr)
  - 30 juillet 2018 sur Canal+ (en VF)

- États-Unis : 13,07 millions de téléspectateurs[15] (première diffusion)
- Canada : 2,94 millions de téléspectateurs[16] (première diffusion + différé 7 jours)

### Épisode 5:Une collaboration houleuse
- États-Unis /  Canada : 23 octobre 2017 sur CBS / CTV
- France : 30 octobre 2017 sur Canal+ Séries (en VOSTFr)
  - 31 juillet 2018 sur Canal+ (en VF)

- États-Unis : 13,2 millions de téléspectateurs[17] (première diffusion)
- Canada : 3,011 millions de téléspectateurs[18] (première diffusion + différé 7 jours)

### Épisode 6:L'Héritage du professeur Proton
- États-Unis /  Canada : 2 novembre 2017 sur CBS / CTV
- France : 6 novembre 2017 sur Canal+ Séries (en VOSTFr)
  - 1er août 2018 sur Canal+ (en VF)

- États-Unis : 14,14 millions de téléspectateurs[19] (première diffusion)
- Canada : 3,504 millions de téléspectateurs[20] (première diffusion + différé 7 jours)

### Épisode 7:La Méthodologie de la géologie
- États-Unis /  Canada : 9 novembre 2017 sur CBS / CTV
- France : 13 novembre 2017 sur Canal+ Séries (en VOSTFr)
  - 2 août 2018 sur Canal+ (en VF)

- États-Unis : 13,8 millions de téléspectateurs[21] (première diffusion)
- Canada : 3,68 millions de téléspectateurs[22] (première diffusion + différé 7 jours)

- Kevin Sussman (Stuart)
- Brian Posehn (Bert)
- Swati Kapila (Ruchi)
- Elka Rodriguez (Rose Lady)

### Épisode 8:La Guerre des brevets
- États-Unis /  Canada : 16 novembre 2017 sur CBS / CTV
- France : 20 novembre 2017 sur Canal+ Séries (en VOSTFr)
  - 3 août 2018 sur Canal+ (en VF)

- États-Unis : 13,44 millions de téléspectateurs[23] (première diffusion)
- Canada : 3,238 millions de téléspectateurs[24] (première diffusion + différé 7 jours)

- John Ross Bowie (Kripke)
- Dean Norris (Colonel Williams)
- Swati Kapila (Ruchi)

### Épisode 9:La Chasse aux bitcoins
- États-Unis /  Canada : 30 novembre 2017 sur CBS / CTV
- France : 4 décembre 2017 sur Canal+ Séries (en VOSTFr)
  - 6 août 2018 sur Canal+ (en VF)

- États-Unis : 13,84 millions de téléspectateurs[25] (première diffusion)
- Canada : 3,469 millions de téléspectateurs[26] (première diffusion + différé 7 jours)

- Kevin Sussman (Stuart)
- Brian Thomas Smith (Zack)

### Épisode 10:Raj a la rage
- États-Unis /  Canada : 7 décembre 2017 sur CBS / CTV
- France : 11 décembre 2017 sur Canal+ Séries (en VOSTFr)
  - 7 août 2018 sur Canal+ (en VF)

- États-Unis : 14,41 millions de téléspectateurs[27] (première diffusion)
- Canada : 3,051 millions de téléspectateurs[28] (première diffusion + différé 7 jours)

- Brian Thomas Smith (Zack)

### Épisode 11:Les Petites Latrines dans la prairie
- États-Unis /  Canada : 14 décembre 2017 sur CBS / CTV
- France : 18 décembre 2017 sur Canal+ Séries (en VOSTFr)
  - 8 août 2018 sur Canal+ (en VF)

- États-Unis : 13,74 millions de téléspectateurs[29] (première diffusion)
- Canada : 3,26 millions de téléspectateurs[30] (première diffusion + différé 7 jours)

### Épisode 12:L'Indicateur matrimonial
- États-Unis /  Canada : 4 janvier 2018 sur CBS / CTV
- France : 8 janvier 2018 sur Canal+ Séries (en VOSTFr)
  - 9 août 2018 sur Canal+ (en VF)

- États-Unis : 16,16 millions de téléspectateurs[31] (première diffusion)
- Canada : 3,49 millions de téléspectateurs[32] (première diffusion + différé 7 jours)

### Épisode 13:Un Solo pour deux
- États-Unis /  Canada : 11 janvier 2018 sur CBS / CTV
- France : 15 janvier 2018 sur Canal+ Séries (en VOSTFr)
  - 10 août 2018 sur Canal+ (en VF)

- États-Unis : 15,93 millions de téléspectateurs[33] (première diffusion)
- Canada : 3,78 millions de téléspectateurs[34] (première diffusion + différé 7 jours)

### Épisode 14:Le Triangle impossible
- États-Unis /  Canada : 18 janvier 2018 sur CBS / CTV
- France : 22 janvier 2018 sur Canal+ Séries (en VOSTFr)
  - 13 août 2018 sur Canal+ (en VF)

- États-Unis : 14,92 millions de téléspectateurs[35] (première diffusion)
- Canada : 3,33 millions de téléspectateurs[36] (première diffusion + différé 7 jours)

- Walton Goggins (VF : Mathias Kozlowski) (Oliver)
- Beth Behrs (Nell)

### Épisode 15:Le Roman de Léonard
- États-Unis /  Canada : 1er février 2018 sur CBS / CTV
- France : 5 février 2018 sur Canal+ Séries (en VOSTFr)
  - 14 août 2018 sur Canal+ (en VF)

- États-Unis : 14,69 millions de téléspectateurs[37] (première diffusion)
- Canada : 3,42 millions de téléspectateurs[38] (première diffusion + différé 7 jours)

- Wil Wheaton (lui-même)

### Épisode 16:La Nomenclature néonatale
- États-Unis /  Canada : 1er mars 2018 sur CBS / CTV
- France : 5 mars 2018 sur Canal+ Séries (en VOSTFr)
  - 15 août 2018 sur Canal+ (en VF)

- États-Unis : 13,75 millions de téléspectateurs[39] (première diffusion)
- Canada : 3,36 millions de téléspectateurs[40] (première diffusion + différé 7 jours)

### Épisode 17:Colocation de salle des fêtes
- États-Unis /  Canada : 8 mars 2018 sur CBS / CTV
- France : 12 mars 2018 sur Canal+ Séries (en VOSTFr)
  - 16 août 2018 sur Canal+ (en VF)

- États-Unis : 13,88 millions de téléspectateurs[41] (première diffusion)
- Canada : 3,365 millions de téléspectateurs[42] (première diffusion + différé 7 jours)

- John Ross Bowie (Kripke)
- Rachna Khatau (Kathleen)
- Caleb Pierce (Jess)

### Épisode 18:Prêt à tout pour rencontrer Gates
- États-Unis /  Canada : 29 mars 2018 sur CBS / CTV
- France : 2 avril 2018 sur Canal+ Séries (en VOSTFr)
  - 17 août 2018 sur Canal+ (en VF)

- États-Unis : 13,26 millions de téléspectateurs[43] (première diffusion)
- Canada : 3,243 millions de téléspectateurs[44] (première diffusion + différé 7 jours)

- Bill Gates (lui-même)

### Épisode 19:La Dissociation des locataires
- États-Unis /  Canada : 5 avril 2018 sur CBS / CTV
- France : 9 avril 2018 sur Canal+ Séries (en VOSTFr)
  - 20 août 2018 sur Canal+ (en VF)

- États-Unis : 13 millions de téléspectateurs[45] (première diffusion)
- Canada : 3,096 millions de téléspectateurs[46] (première diffusion + différé 7 jours)

### Épisode 20:La Tentation de Sheldon
1. T12.15620

- États-Unis /  Canada : 12 avril 2018 sur CBS / CTV
- France : 16 avril 2018 sur Canal+ Séries (en VOSTFr)
  - 22 août 2018 sur Canal+ (en VF)

- États-Unis : 12,77 millions de téléspectateurs[47] (première diffusion)
- Canada : 3,215 millions de téléspectateurs[48] (première diffusion + différé 7 jours)

- Peter MacNicol (Dr Wolcott)

### Épisode 21:La Comète de la discorde
1. T12.15621

- États-Unis /  Canada : 19 avril 2018 sur CBS / CTV
- France : 23 avril 2018 sur Canal+ Séries (en VOSTFr)
  - 23 août 2018 sur Canal+ (en VF)

- États-Unis : 12,91 millions de téléspectateurs[49] (première diffusion)
- Canada : 3,192 millions de téléspectateurs[50] (première diffusion + différé 7 jours)

- Neil Gaiman (lui-même)
- Lauren Lapkus (Denise)

### Épisode 22:Il faut sauver la science
1. T12.15622

- États-Unis /  Canada : 26 avril 2018 sur CBS / CTV
- France : 30 avril 2018 sur Canal+ Séries (en VOSTFr)
  - 24 août 2018 sur Canal+ (en VF)

- États-Unis : 11,79 millions de téléspectateurs[51] (première diffusion)
- Canada : 3,221 millions de téléspectateurs[52] (première diffusion + différé 7 jours)

### Épisode 23:Les Frères ennemis
- États-Unis /  Canada : 3 mai 2018 sur CBS / CTV
- France : 7 mai 2018 sur Canal+ Séries (en VOSTFr)
  - 27 août 2018 sur Canal+ (en VF)

- États-Unis : 12,93 millions de téléspectateurs[53] (première diffusion)
- Canada : 3,176 millions de téléspectateurs[54] (première diffusion + différé 7 jours)

- Jerry O'Connell (George Cooper, Jr.)

### Épisode 24:Un mariage trop lent
- États-Unis /  Canada : 10 mai 2018 sur CBS / CTV
- France : 
  - 14 mai 2018 sur Canal+ Séries (en VOSTFr)
  - 28 août 2018 sur Canal+ (en VF)

- États-Unis : 15,51 millions de téléspectateurs[55] (première diffusion)
- Canada : 3,93 millions de téléspectateurs[56] (première diffusion + différé 7 jours)

- Mark Hamill (lui-même)
- Wil Wheaton (lui-même)
- Kathy Bates (Mme Fowler)
- Teller (M. Fowler)
- Jerry O'Connell (Georgie Cooper, Jr.)
- Laurie Metcalf (Mary Cooper)
- John Ross Bowie (Barry Kripke)
- Brian Posehn (Bert)
- Courtney Henggeler (Missy Cooper)
- Lauren Lapkus (Denise)